# Progresión aritmética
En matemáticas, una progresión aritmética es una sucesión de números tales que la diferencia de cualquier par de términos sucesivos de la secuencia es constante, dicha cantidad llamada «diferencia de la progresión», «diferencia» o incluso «distancia».
Por ejemplo, la sucesión 3, 5, 7, 9,… es una progresión aritmética de diferencia constante 2, así como 5, 2, −1, −4,… es una progresión aritmética de diferencia constante −3.

## Formulación
En una progresión aritmética, si se toman dos términos consecutivos de cualquiera de esta, la diferencia entre ambos es una constante, denominada diferencia. Esto se puede expresar como una relación de recurrencia de la siguiente manera:
{\displaystyle a_{n+1}-a_{n}=d}.
Conociendo el primer término a1 y la diferencia d, se puede calcular el enésimo término de la progresión mediante sustitución sucesiva en la relación de recurrencia
{\displaystyle a_{1},\,\underbrace {(a_{1}+d)} _{a_{2}},\,(\underbrace {\underbrace {a_{1}+d} _{a_{2}}+d} _{a_{3}}),\,\cdots \,,\,(\underbrace {\underbrace {a_{1}+(n-2)d} _{a_{n-1}}+d} _{a_{n}})}
con lo que se obtiene una fórmula para el término general de una progresión aritmética, escrita de manera compacta como:

(I){\displaystyle a_{n}=a_{1}+{(n-1)}{d}\,}

donde d es un número real cualquiera.
También se puede escribir el término general de otra forma. Para ello se consideran los términos am y an (m<n) de la progresión anterior y se ponen en función de a1:
{\displaystyle {\begin{matrix}a_{m}=&a_{1}+(m-1)d\\a_{n}=&a_{1}+(n-1)d//\end{matrix}}}
Restando ambas igualdades, y trasponiendo, se obtiene:

(II){\displaystyle a_{n}=a_{m}-(m-n)d\,}

expresión más general que (I), pues da los términos de la progresión conociendo uno cualquiera de ellos, y la diferencia.

## Monotonía
Dependiendo de si la diferencia d en una progresión aritmética es positiva, nula o negativa, se tiene que:
- Si {\displaystyle d>0}, la progresión es monótona creciente. Cada término es mayor o igual que el anterior ({\displaystyle a_{n+1}\geq a_{n}}). Como la progresión 3, 6, 9, 12, 15, 18... (d=3).
- Si {\displaystyle d<0}, la progresión es monótona decreciente. Cada término es menor o igual que el anterior ({\displaystyle a_{n+1}\leq a_{n}}). Como la progresión 5, 3, 1, -1, -3, -5, -7... (d=-2).
- Si {\displaystyle d=0}, la progresión es constante. Todos los términos son iguales ({\displaystyle a_{n+1}=a_{n}}). Como la progresión 2, 2, 2, 2, 2... (d=0).

## Definición recursiva
Una progresión aritmética que es una sucesión en que el primer término es b y la diferencia d de dos términos consecutivos es constante se define por las dos condiciones siguientes:
{\displaystyle a_{n}=\left\{{\begin{array}{llcl}si&n=1&\longrightarrow &b\\si&n>1&\longrightarrow &a_{n-1}+d\end{array}}\right.}
es una ecuación recursiva de segundo orden

## Suma
La suma de los términos en un segmento inicial de una progresión aritmética se conoce a veces como serie aritmética. Existe una fórmula para las series aritméticas. La suma de los n primeros valores de una sucesión finita viene dada por la fórmula:
{\displaystyle \sum _{i=1}^{n}a_{i}={n(a_{1}+a_{n}) \over 2}\,}
donde {\displaystyle a_{1}} es el primer término, {\displaystyle a_{n}} es el último y {\displaystyle \Sigma } es la notación de sumatorio.
Por ejemplo, considérese la suma:
{\displaystyle 2+5+8+11+14}
La suma puede calcularse rápidamente tomando el número de términos n de la progresión (en este caso 5), multiplicando por el primer y último término de la progresión (aquí 2 + 14 = 16), y dividiendo entre 2. Tomando la fórmula, sería:
{\displaystyle 2+5+8+11+14={\frac {5(2+14)}{2}}={\frac {5\times 16}{2}}=40.}
Esta fórmula funciona para cualquier progresión aritmética de números reales conociendo {\displaystyle a_{1}} y {\displaystyle a_{n}}. Por ejemplo:
{\displaystyle \left(-{\frac {3}{2}}\right)+\left(-{\frac {1}{2}}\right)+{\frac {1}{2}}={\frac {3\left(-{\frac {3}{2}}+{\frac {1}{2}}\right)}{2}}=-{\frac {3}{2}}.}

### Obtención de la fórmula
Sea una progresión aritmética de término general {\displaystyle a_{n}\,} y de diferencia d, la suma de los n términos es:
{\displaystyle \sum _{i=1}^{n}a_{i}=a_{1}+(a_{1}+d)+(a_{1}+2d)+\cdots +(a_{1}+(n-2)d)+(a_{1}+(n-1)d)\,}
aplicando la fórmula (II), cada término a1, a2, a3, ..., am de la progresión se puede expresar en términos del enésimo como {\displaystyle \textstyle a_{m}=a_{n}-(n-m)d\,}. Así :
{\displaystyle \sum _{i=1}^{n}a_{i}=(a_{n}-(n-1)d)+(a_{n}-(n-2)d)+\cdots +(a_{n}-2d)+(a_{n}-d)+a_{n}\,}
Sumando miembro a miembro las dos igualdades anteriores, se anulan todos los términos que están multiplicados por d:
{\displaystyle 2\sum _{i=1}^{n}a_{i}=n(a_{1}+a_{n})\,}
de lo que se obtiene que
{\displaystyle \sum _{i=1}^{n}a_{i}=n{\frac {(a_{1}+a_{n})}{2}}\,}.

### Términos
En cualquier progresión aritmética de diferencia d la suma del primer y último término es igual a la del segundo y el penúltimo, a la del tercero y el antepenúltimo, y así sucesivamente. Es decir, la suma de dos términos equidistantes de los extremos es constante, siempre que (n-k)≥1.
{\displaystyle a_{1}+a_{n}=a_{1+k}+a_{n-k}=2a_{1}+(n-1)d=\mathrm {cte} \,}
Si la progresión cuenta con un número impar de términos, el término central ac es aquel que por el lugar que ocupa en la progresión equidista de los extremos a1 y an de esta.
Representado de esta manera, es muy sencillo deducir la fórmula de la suma de los n términos de la progresión, anteriormente descrita. Para el caso en el que el número de términos es par, hay n/2 sumas contantes, con valor (a1 + an). Para el caso impar, hay (n-1)/2 sumas con valor (a1 + an) más el término central, que está ubicado en la posición
{\displaystyle c={\frac {n+1}{2}}\,}.
Sustituyendo c en la fórmula (I) y operando un poco, el término también queda representado en función de (a1 + an), como 
{\displaystyle a_{c}={\frac {2a_{1}+(n-1)d}{2}}={\frac {a_{1}+a_{n}}{2}}\,}
por lo que en total, hay n/2 sumas con valor (a1 + an) como en el caso par y la fórmula queda validada para todo n.

### Ejemplos notables
Hallar la suma de los n primeros enteros positivos, corresponde a calcular la serie aritmética de los n términos de la progresión aritmética de diferencia d=1 y término inicial a1=1:
{\displaystyle 1+2+\cdots +n={\frac {n(n+1)}{2}}\,}
que, para cada valor de n, también se conoce como número triangular.
Una historia muy conocida es la del descubrimiento de esta fórmula por Carl Friedrich Gauss cuando tenía diez años. Su maestro, en la primera clase de aritmética, pidió a sus alumnos hallar la suma de los 100 primeros números y él calculó el resultado de inmediato: 5050.

## Producto
El producto de los términos de una progresión aritmética finita cuyo término inicial es a1, diferencia d, y n elementos en total está determinado por la expresión en forma cerrada
{\displaystyle \prod _{i=1}^{n}a_{i}=a_{1}a_{2}\cdots a_{n}=d{\frac {a_{1}}{d}}d\left({\frac {a_{1}}{d}}+1\right)d\left({\frac {a_{1}}{d}}+2\right)\cdots d\left({\frac {a_{1}}{d}}+n-1\right)=d^{n}{\left({\frac {a_{1}}{d}}\right)}^{\overline {n}}=d^{n}{\frac {\Gamma \left({\frac {a_{1}}{d}}+n\right)}{\Gamma \left({\frac {a_{1}}{d}}\right)}},}
donde {\displaystyle x^{\overline {n}}} denota el factorial ascendente y {\displaystyle \Gamma } denota la función Gamma. (Nótese sin embargo que la fórmula no es válida cuando {\displaystyle a_{1}/d} es un entero negativo o cero.)
Esto es una generalización del hecho de que el producto de la progresión {\displaystyle 1\times 2\times \cdots \times n} es dado mediante el factorial {\displaystyle n!} y de que el producto
{\displaystyle m\times (m+1)\times (m+2)\times \cdots \times (n-2)\times (n-1)\times n\,\!}
para enteros positivos {\displaystyle m} y {\displaystyle n} viene dado por 
{\displaystyle {\frac {n!}{(m-1)!}}.}
Tomando la fórmula de arriba, por ejemplo, el producto de los términos de la progresión aritmética dada por an = 3 + (n-1)5 hasta el 50-ésimo término es
{\displaystyle P_{50}=5^{50}\cdot {\frac {\Gamma \left({\frac {3}{5}}+50\right)}{\Gamma \left({\frac {3}{5}}\right)}}\approx 3.78438\times 10^{98}.}